# Rally Osona de 1992
El Rally Osona de 1992, oficialmente 21.º Rally Osona, fue la vigesimoprimera edición y la séptima cita de la temporada 1992 del Campeonato de España de Rally. Se celebró del 4 al 5 de julio y contó con un itinerario de dieciocho tramos que sumaba un total de 198 km cronometrados.

## Itinerario
| Día   | Tramo | Nombre                | Distancia | Hora  |
| ----- | ----- | --------------------- | --------- | ----- |
| Día 1 | TC1   | La Trona              | 12,87 km  | 12:24 |
| Día 1 | TC2   | Alpens-Les Lloses     | 22,5 km   | 12:57 |
| Día 1 | TC3   | Costa dels Gats       | 8,37 km   | 14:06 |
| Día 1 | TC4   | Prats-Olost           | 8,95 km   | 14:35 |
| Día 1 | TC5   | Sant Juliá-Espinelves | 11,94 km  | 15:38 |
| Día 1 | TC6   | La Roca               | 5,25 km   | 16:13 |
| Día 1 | TC7   | La Trona              | 12,87 km  | 16:59 |
| Día 1 | TC8   | Alpens-Les Lloses     | 22,5 km   | 17:32 |
| Día 1 | TC9   | Prats-Olost           | 8,95 km   | 18:10 |
| Día 1 | TC10  | Costa dels Gats       | 8,37 km   | 18:41 |
| Día 1 | TC11  | Sant Juliá-Espinelves | 11,94 km  | 22:24 |
| Día 1 | TC12  | La Roca               | 5,25 km   | 22:59 |
| Día 1 | TC13  | La Trona              | 12,87 km  | 23:45 |
| Día 2 | TC14  | Alpens-Les Lloses     | 22,5 km   | 00:18 |
| Día 2 | TC15  | Costa dels Gats       | 8,37 km   | 01:27 |
| Día 2 | TC16  | Prats-Olost           | 8,95 km   | 01:56 |
| Día 2 | TC17  | Sant Juliá-Espinelves | 11,94 km  | 02:59 |
| Día 2 | TC18  | La Roca               | 5,25 km   | 03:34 |

## Clasificación final
| Pos. | Piloto           | Copiloto          | Automóvil                 | Tiempo  | Diferencia |
| ---- | ---------------- | ----------------- | ------------------------- | ------- | ---------- |
| 1.   | Jesús Puras      | José Arrarte      | Lancia Delta HF Integrale | 2:16:03 | 0.0        |
| 2.   | Ricardo Avero    | Nazer Ghuneim     | Mitsubishi Galant VR-4    | 2:18:39 | +2:36      |
| 3.   | José Mari Ponce  | José Carlos Déniz | BMW M3 E30                | 2:18:39 | +2:36      |
| 4.   | Jaume Pons       | Joaquim Muntada   | BMW M3                    | 2:21:18 | +5:15      |
| 5.   | Jordi Ventura    | Joan Sureda       | Lancia Delta HF Integrale | 2:26:12 | +10:09     |
| 6.   | Jordi Pérez      | Toni Valldaura    | Lancia Delta Integrale    | 2:29:59 | +13:56     |
| 7.   | Miguel Solé      | Joan Moreno       | Peugeot 309 GTI           | 2:30:45 | +14:42     |
| 8.   | Josep Bruguera   | Josep Sánchez     | Renault 5 GT Turbo        | 2:31:10 | +15:07     |
| 9.   | Javier Azcona    | Susi Azcona       | Renault Clio 16V          | 2:32:38 | +16:35     |
| 10.  | Jordi Serracanta | Pau Serracanta    | Peugeot 309 GTI           | 2:33:18 | +17:15     |